# 兴丰镇
兴丰镇，是中华人民共和国甘肃省天水市秦安县下辖的一个乡镇级行政单位。
2015年10月9日，甘肃省民政厅批复同意撤销兴丰乡，设立兴丰镇。

## 行政区划
兴丰镇下辖以下地区：
燕湾村、朱李村、阳坡村、安湾村、李山村、褚湾村、上陈村、硬洼村、范山村、三图村、古湾村、震林村、付寨村、石洼村、兴丰村、槐树村、槐阳村、拔湾村、郑峡村、那坡村、张庄村和何杨村。